# Tinocallis nevskyi
Tinocallis nevskyi är en insektsart. Tinocallis nevskyi ingår i släktet Tinocallis och familjen långrörsbladlöss. Inga underarter finns listade i Catalogue of Life.